# Brouffia orientalis
Brouffia orientalis Carroll and Baird, 1972  è un rettile estinto, vissuto nel Carbonifero superiore (tra Moscoviano e Kasimoviano, circa 311,45-305,9 milioni di anni fa); i suoi resti fossili sono stati ritrovati in Repubblica Ceca.

## Descrizione
Questo animale è noto grazie a un singolo esemplare incompleto, sufficiente in ogni caso a permetterne una ricostruzione. Brouffia doveva essere un animale simile a una lucertola, dotato di una testa relativamente grossa e orbite larghe. L'incisura otica era ridotta e molto simile a quella di altri rettili arcaici. I denti erano relativamente piccoli, aguzzi e uniformi, e non erano presenti le zanne caniniformi tipiche di altri rettili carboniferi, come Paleothyris e Hylonomus. Rispetto ad altri rettiliomorfi del Carbonifero, come Gephyrostegus, erano aumentate le vertebre dorsali e cervicali. 

## Tassonomia
Brouffia orientalis è noto solo per uno scheletro incompleto, rinvenuto in strati del Carbonifero superiore nella formazione Kladno, nel giacimento di Nýřany (Repubblica Ceca). Inizialmente il fossile venne considerato un esemplare giovanile del rettiliomorfo Gephyrostegus, anch'esso presente nel sito (Baird e Baird, 1967); successive analisi (Carroll, 1970) riconobbero notevoli differenze fra i due animali, e nel 1972 venne istituito il genere Brouffia, attribuito ai rettili romeriidi (noti anche come protorotirididi). Attualmente Brouffia è considerato un rettile molto primitivo, basale rispetto al gruppo noto come Romeriida (che comprende alcuni rettili carboniferi, come Hylonomus e Paleothyris, e i diapsidi propriamente detti).